# Grzegorz Mokry
Grzegorz Mokry (ur. 19 stycznia 1985 w Tarnowskich Górach) – polski trener, w 2021 Miedzi II Legnica, w latach 2021–2022 Wigier Suwałki, w latach 2022–2023 Miedzi Legnica w Ekstraklasie, w 2023 Podbeskidzia Bielsko-Biała.

## Kariera trenerska
Mokry rozpoczął karierę trenerską w 2011 roku jako asystent Artura Skowronka w Ruchu Radzionków. Współpracę kontynuowali do 2015 roku w takich klubach jak Pogoń Szczecin, Polonia Bytom, Widzew Łódź i GKS Katowice. W 2015 roku dołączył do sztabu Dominika Nowaka w Wigrach Suwałki, a w 2017 roku przeniósł się z nim do Miedzi Legnica. Ze Skowronkiem ponownie spotkał się w Wiśle Kraków na krótki okres w 2020 roku, obejmując stanowisko asystenta trenera po tym, jak Dawid Szulczek został trenerem Wigier.
W dniu 23 czerwca 2021 roku objął swoją pierwszą rolę menedżera jako główny trener Miedzi II Legnica. Odszedł 8 listopada 2021, pozostawiając klub na trzecim miejscu w swojej grupie III ligi. Następnego dnia został ogłoszony menadżerem II-ligowych Wigier Suwałki, ponownie w zastępstwie Szulczka, który miał dołączyć do Warty Poznań. Wigry miały udaną kampanię pod wodzą Mokrego, wygrywając 11 meczów i dwukrotnie remisując w 17 meczach sezonu zasadniczego, zajmując 4. miejsce. Podobnie jak rok wcześniej, Wigry przegrały w pierwszej rundzie baraży o awans do I ligi, tym razem z Motorem Lublin. Mokry opuścił klub po zakończeniu sezonu, a Wigry wycofały się z II ligi z powodu trudności finansowych.
Po krótkim okresie pracy jako asystent Dariusza Żurawia w Podbeskidziu Bielsko-Biała, Mokry powrócił do Miedzi jako menadżer pierwszej drużyny 17 października 2022. W momencie jego zatrudnienia drużyna znajdowała się na dole tabeli Ekstraklasy, z zaledwie sześcioma punktami po 12 rozegranych meczach. Po osiągnięciu dwóch zwycięstw w pierwszych czterech meczach pod wodzą Mokrego, Miedź zdołała wygrać tylko raz w 2023 roku, zanim straciła matematyczne szanse na utrzymanie na cztery mecze przed końcem sezonu, po wyjazdowym remisie 1:1 z Cracovią 1 maja. 26 maja 2023, dzień przed ostatnią kolejką Ekstraklasy, poinformowano, że Mokry pożegna się z Miedzią po zakończeniu sezonu 2022/2023. W ostatnim swoim, jak i Miedzi, meczu w Ekstraklasie zremisował 0:0 z Górnikiem Zabrze.
15 czerwca 2023 roku został trenerem Podbeskidzia Bielsko-Biała, z którym związał się kontraktem do końca sezonu 2023/2024, z opcją przedłużenia o kolejny rok. 15 listopada 2023 rozwiązano z nim kontrakt za porozumieniem stron, z powodu niesatysfakcjonujących wyników w I lidze (po 15 meczach klub zajmował przedostatnie miejsce w tabeli, z dorobkiem 13 punktów).
W dniu 21 czerwca 2024 roku został asystentem trenera w Legii Warszawa. W drużynie prowadzonej przez Gonçalo Feio najpierw odpowiadał za pracę z napastnikami, zaś później - m.in. za stałe fragmenty gry.

## Statystyki trenerskie
Opracowane na podst. materiału źródłowego, stan na 18 listopada 2023.
| Klub                       | Funkcja          | Rozpoczęcie pracy    | Zakończenie pracy    | Mecze | Wygrane | Remisy | Porażki |
| -------------------------- | ---------------- | -------------------- | -------------------- | ----- | ------- | ------ | ------- |
| Ruch Radzionków            | asystent trenera | 2011/2012            | 2011/2012            |       |         |        |         |
| Pogoń Szczecin             | asystent trenera | 1 lipca 2012         | 19 marca 2013        |       |         |        |         |
| Polonia Bytom              | asystent trenera | 10 października 2013 | 27 listopada 2013    |       |         |        |         |
| Widzew Łódź                | asystent trenera | 6 stycznia 2014      | 20 czerwca 2014      |       |         |        |         |
| GKS Katowice               | asystent trenera | 29 października 2014 | 25 kwietnia 2015     |       |         |        |         |
| Wigry Suwałki              | asystent trenera | 31 października 2015 | 30 czerwca 2017      |       |         |        |         |
| Miedź Legnica              | asystent trenera | 1 lipca 2017         | 24 czerwca 2020      |       |         |        |         |
| Wisła Kraków               | asystent trenera | 21 lipca 2020        | 30 grudnia 2020      |       |         |        |         |
| Miedź II Legnica           | trener           | 1 lipca 2021         | 8 listopada 2021     | 16    | 10      | 2      | 4       |
| Wigry Suwałki              | trener           | 15 listopada 2021    | 30 czerwca 2022      | 18    | 11      | 2      | 5       |
| Podbeskidzie Bielsko-Biała | asystent trenera | 21 września 2022     | 17 października 2022 |       |         |        |         |
| Miedź Legnica              | trener           | 17 października 2022 | 30 czerwca 2023      | 22    | 3       | 8      | 11      |
| Podbeskidzie Bielsko-Biała | trener           | 15 czerwca 2023      | 15 listopada 2023    | 17    | 3       | 7      | 7       |
| Legia Warszawa             | asystent trenera | 21 czerwca 2024      |                      |       |         |        |         |